# Кубок Джей-ліги 1994
Кубок Джей-ліги 1994 — 3-й розіграш Кубка Джей-ліги. У змаганні брали участь 14 футбольних колективів із Джей-ліги 1994. Титул втретє поспіль здобув Верді Кавасакі.

## Календар
| Раунд        | Дата матчів   | Матчі | Клуби  |
| ------------ | ------------- | ----- | ------ |
| Перший раунд | 27 липня 1994 | 6     | 14 → 8 |
| 1/4 фіналу   | 30 липня 1994 | 4     | 8 → 4  |
| 1/2 фіналу   | 3 серпня 1994 | 2     | 4 → 2  |
| Фінал        | 6 серпня 1994 | 1     | 2 → 1  |

## Перший раунд
| Команда 1        | Рахунок | Команда 2            |
| ---------------- | ------- | -------------------- |
| 27 липня 1994    |         |                      |
| Наґоя Ґрампус    | 1:3     | ДЖЕФ Юнайтед Ітіхара |
| Ґамба Осака      | 2:1     | Санфречче Хіросіма   |
| Касіма Антлерс   | 1:2     | Урава Ред Даймондс   |
| Касіва Рейсол    | 1:2     | Йокогама Марінос     |
| Йокогама Флюґелс | 1:0     | Сересо Осака         |
| Джубіло Івата    | 2:1     | Бельмаре Хірацука    |

## 1/4 фіналу
| Команда 1        | Рахунок | Команда 2            |
| ---------------- | ------- | -------------------- |
| 30 липня 1994    |         |                      |
| Верді Кавасакі   | 1:0 дч  | ДЖЕФ Юнайтед Ітіхара |
| Ґамба Осака      | 3:0     | Урава Ред Даймондс   |
| Сімідзу С-Палс   | 1:3     | Йокогама Марінос     |
| Йокогама Флюґелс | 0:2     | Джубіло Івата        |

## 1/2 фіналу
| Команда 1        | Рахунок | Команда 2     |
| ---------------- | ------- | ------------- |
| 3 серпня 1994    |         |               |
| Верді Кавасакі   | 7:1     | Ґамба Осака   |
| Йокогама Марінос | 0:1     | Джубіло Івата |

## Фінал
| 6 серпня 1994 |

| Верді Кавасакі            | 2:0      | Джубіло Івата |
| ------------------------- | -------- | ------------- |
| Бентіньйо 34' Бісмарк 42' | Протокол |               |

| Меморіальний стадіон Універсіади, Кобе Глядачів: 37 475 Арбітр: Йосімі Оґава |